# فلوريان بايبر
فلوريان بايبر (بالألمانية: Florian Bieber)‏ هو عالم سياسة نمساوي، ولد في 1973 في لوكسمبورغ.